# Rio Barada

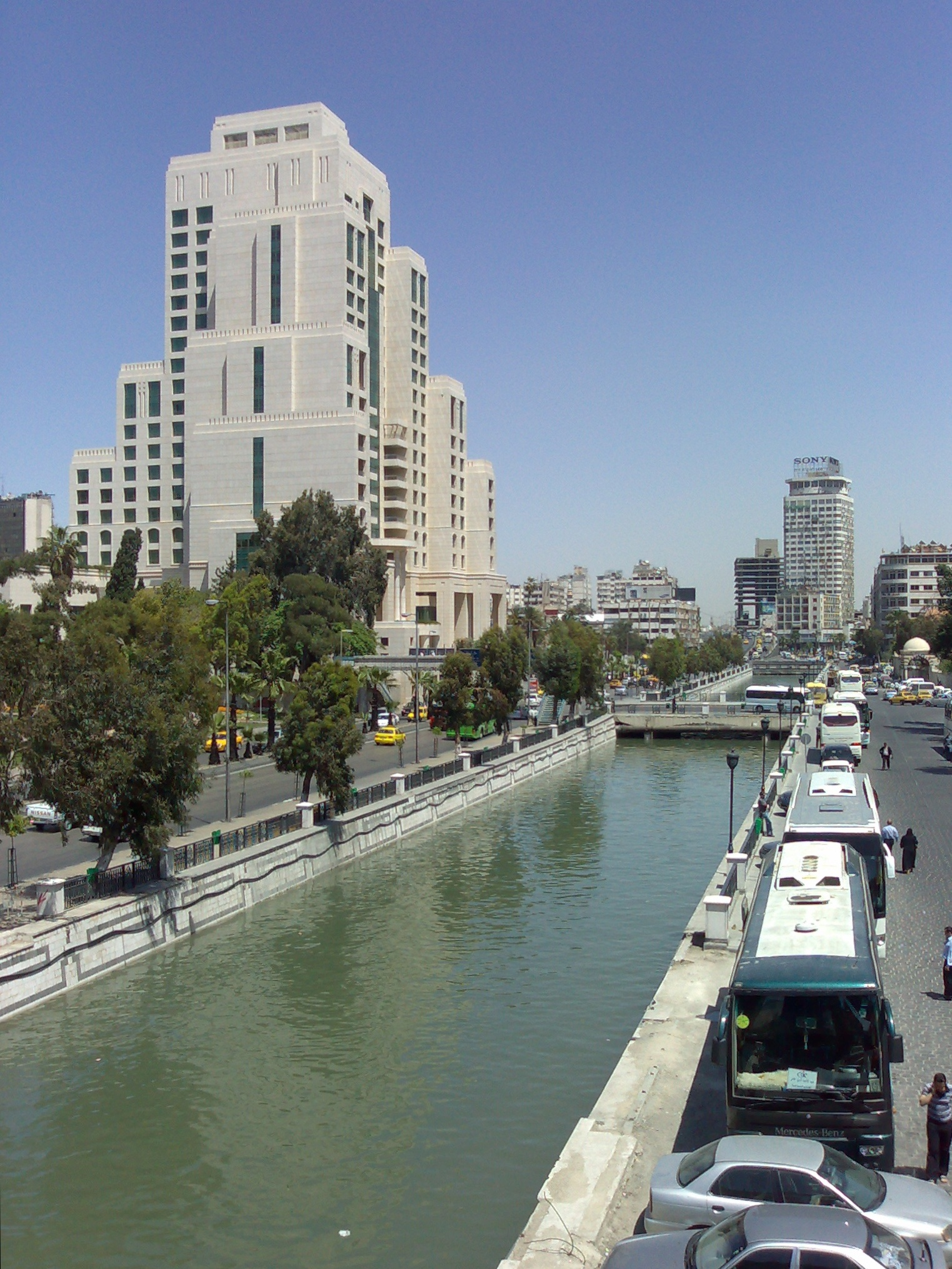
Rio Barada em Damasco

O rio Barada (em árabe: بردى; em grego: Chrysorrhoas) é o mais importante de dois rios que passam por Damasco, a capital da Síria.
Desde pelo menos o início do século XX que o Barada é identificado como sendo o rio Abana mencionado no Livro dos Reis (2 Reis 5:12) do Antigo Testamento. Nesse livro, Naamã pergunta: «O Abana e o Pharpar não são melhores do que todas as águas de Israel?».
Juntamente com o companheiro rio Pharpar, o Barada corre de oeste para o leste na  planície de Damasco, a qual deve muito ao rio a sua fertilidade. Ambos os rios desaguam nos pântanos, ou "lagos dos prados", como são chamados, nos limites do grande deserto da Arábia. John MacGregor, que deu uma interessante descrição desses canais de Damasco em sua obra Rob Roy no rio Jordão, afirmava que, como uma obra da engenharia hidráulica, o sistema e a construção dos canais que usavam a água dos rios Abana e Pharpar para irrigação, podia ser considerado um dos mais completos e extensos do mundo.